# Vitrötesvamp

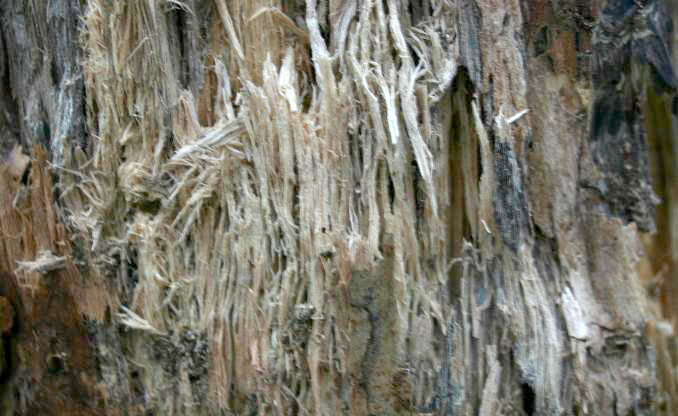
Vitrötesvamp på björk.

Vitrötesvampar är aeroba vednedbrytande svampar som i regel är basidiesvampar. Dessa svampar är de enda som förmår att fullständigt bryta ner samtliga vedkomponenter.
Normalt växer svamparna på två olika sätt:
1. Selektiv delignifiering, vilken avlägsnar lignin och hemicellulosa, men lämnar en kraftigt depolymeriserad cellulosa kvar.
2. Samtidig nedbrytning, då alla vedkomponenter bryts ner mer eller mindre samtidigt.
Vedresterna känns fuktiga, mjuka och svampaktiga och är vita eller gula till färgen Svampmycelet växer i allmänhet i lumen och använder sig av såväl extracellulära enzymer (som cellulas, ligninas och cellobiosdehydrogenas), som lågmolekylära komponeter - exempelvis mangansalter.
Ostronmussling (Pleurotus ostreatus), fnöskticka (Fomes fomentarius), tickor (Ganoderma) och honungsskivlingar (Armillaria spp.) är några av vitrötesvamparna i svenska skogar.
Honungsskivlingarna är ökända för att angripa friska träd, medan ostronmusslingen endast angriper träd som redan är döende.